# راي غيلبرت
راي غيلبرت (بالإنجليزية: Ray Gilbert)‏ هو كاتب أغاني وشاعر أمريكي، ولد في 5 سبتمبر 1912 في هارتفورد في الولايات المتحدة، وتوفي في 3 مارس 1976.

## وصلات خارجية
- راي غيلبرت على موقع IMDb (الإنجليزية)
- راي غيلبرت على موقع ميوزك برينز (الإنجليزية)
- راي غيلبرت على موقع قاعدة بيانات برودواي على الإنترنت (الإنجليزية)
- راي غيلبرت على موقع ديسكوغز (الإنجليزية)